# Whyteleafe
Whyteleafe es un pueblo en el distrito de Tandridge, Surrey, Inglaterra, con algunas calles dentro del distrito londinense de Croydon. El pueblo, en un valle seco de North Downs, tiene tres estaciones de tren (en dos líneas paralelas). Los pueblos y ciudades vecinas incluyen Woldingham, Caterham, Coulsdon, Warlingham y Kenley. Al oeste se encuentran Kenley Aerodrome, Kenley Common (propiedad de la Corporación), Coxes Wood y Blize Wood. Al este están Riddlesdown, Dobbin y Marden Park.
El cementerio contiene tumbas de aviadores que murieron durante la Segunda Guerra Mundial, estacionados en las cercanías de RAF Kenley. El pueblo forma parte de la zona urbanizada del Gran Londres.

## Historia
El nombre de la aldea proviene de la parte inferior blanca distintiva de los árboles de vigas blancas que crecen en el área. En 1855, Nathaniel Glover compró el campo White Leaf y George Henry Drew completó más tarde el edificio que se llamó White Leafe House. En 1881, el área circundante se conocía como Whiteleafe. Al igual que con Kenley, la historia de su tierra antes era la de otras parroquias, en este caso Caterham y, en menor medida, Warlingham y Coulsdon.
Su primera escuela primaria fue construida en 1892, ampliada en 1900 y nuevamente en 1907.
En 1911, la población de Whyteleafe era "ahora mayor que la del pueblo de Warlingham ... En este año (1911) se ha creado una escuela secundaria para niñas del consejo del condado".

## Deporte
Whyteleafe FC Es el principal club de fútbol con varios equipos y ha jugado en los terrenos de Church Road desde 1959, cuando se mudó del campo de New Barn Lane, utilizado por la escuela Kenley adyacente. Su equipo masculino adulto juega en la Isthmian League. Separado de su terreno en el oeste de la ciudad está el gran terreno de recreación debajo de las colinas boscosas en el este de la ciudad que tiene campos deportivos informales y un patio de juegos.
Caterham and Whyteleafe Tennis Club se encuentra en Manor Park cerca de la estación Whyteleafe South.